# Messen
Messen é uma comuna da Suíça, situada no distrito de Bucheggberg, no cantão de Soleura. Tem 11,88 km² de área e sua população em 2018 foi estimada em 1.480 habitantes.